# ギルベルティオデンドロン・デウェウレイ
ギルベルティオデンドロン・デウェウレイ（学名: Gilbertiodendron dewevrei）あるいはエベンは、マメ科の高木の一種である。西アフリカから中部アフリカの湿潤林に群生し、特にコンゴ民主共和国（旧ザイール）ではほとんどこの木のみで構成された森林も見られるが、こうした現象は熱帯林においては一部の例外を除いて珍しいものでキノコとの共生との因果関係に関しても研究が行われており（参照: #生態）、また#諸言語における呼称でも挙げるように現地語名の中には本種単体に対する呼称とは別に本種の優占林に対する呼称が存在するものもいくつか見られる。形態的な特徴としては2-3対ほどの小葉を持つ羽状複葉、赤い花、非常に平べったい果実といった点が挙げられる（参照: #形態的特徴）。
リンバリあるいはランバリ（コンゴ民主共和国のスワヒリ語: limbali）という呼称でも呼ばれるが、この名称は同属の別種にも用いられている場合がある（参照: #ギルベルチオデンドロン属）。

## 分類
本種ははじめベルギーの植物学者エミール・オーギュスト・ジョゼフ・ド・ウィルドマンにより、コンゴ自由国（現在のコンゴ民主共和国）で採取された2つの標本を基に1904年に Macrolobium dewevrei として記載された。その2つの基準標本のうち一方の採取を行った人物が同じくベルギー人の植物学者アルフレッド・ドウェーヴル（Alfred Dewèvre）である。その後ベルギー人植物学者ジャン・レオナールによる分類の見直しが行われ、1952年に新設されたギルベルチオデンドロン属（Gilbertiodendron）への組み替えが行われた。
なお、1914年にカメルーンのヤウンデ近郊で採取された基準標本 Mildbraed 7774 のみで知られている Gilbertiodendron quadrifolium (Harms) J.Léonardというものも存在するが、2020年4月23日にこの G. quadrifolium を一応「近絶滅種 (絶滅した可能性あり)」として評価を行ったR・ヒルズ（R. Hills）は、先述の通り基準標本1つでしか知られていないことのほか、カメルーンの植物相を総括した Aubréville (1970) でもこの種やその標本についての言及がなく、レオナールが1952年にキュー王立植物園のアイソタイプ（副基準標本）の鑑定を行った際に「G. quadrifolium は当面の間 G. dewevrei とは異なる種とし、果実の採取が待たれる」というメモを残したことについて触れ、G. quadrifolium は分類群として疑わしいものであるとしている。そしてそのキュー王立植物園も2021年のラファエル・バルボサ・ピント（Rafael Barbosa Pinto）やマヌエル・デ・ラ・エストレリャ（Manuel de la Estrella）らによる私信で G. quadrifolium は G. dewevrei のシノニムとするという見解が示され、データベース上もその様に表示するようになった。

## 分布
ナイジェリア、カメルーン、ガボン、コンゴ共和国、アンゴラ（カビンダ）、コンゴ民主共和国（旧ザイール）、中央アフリカ共和国に分布する。IUCNによれば赤道ギニアにも見られる。

## 生態

### 熱帯アフリカ西中央部の森林における優占種

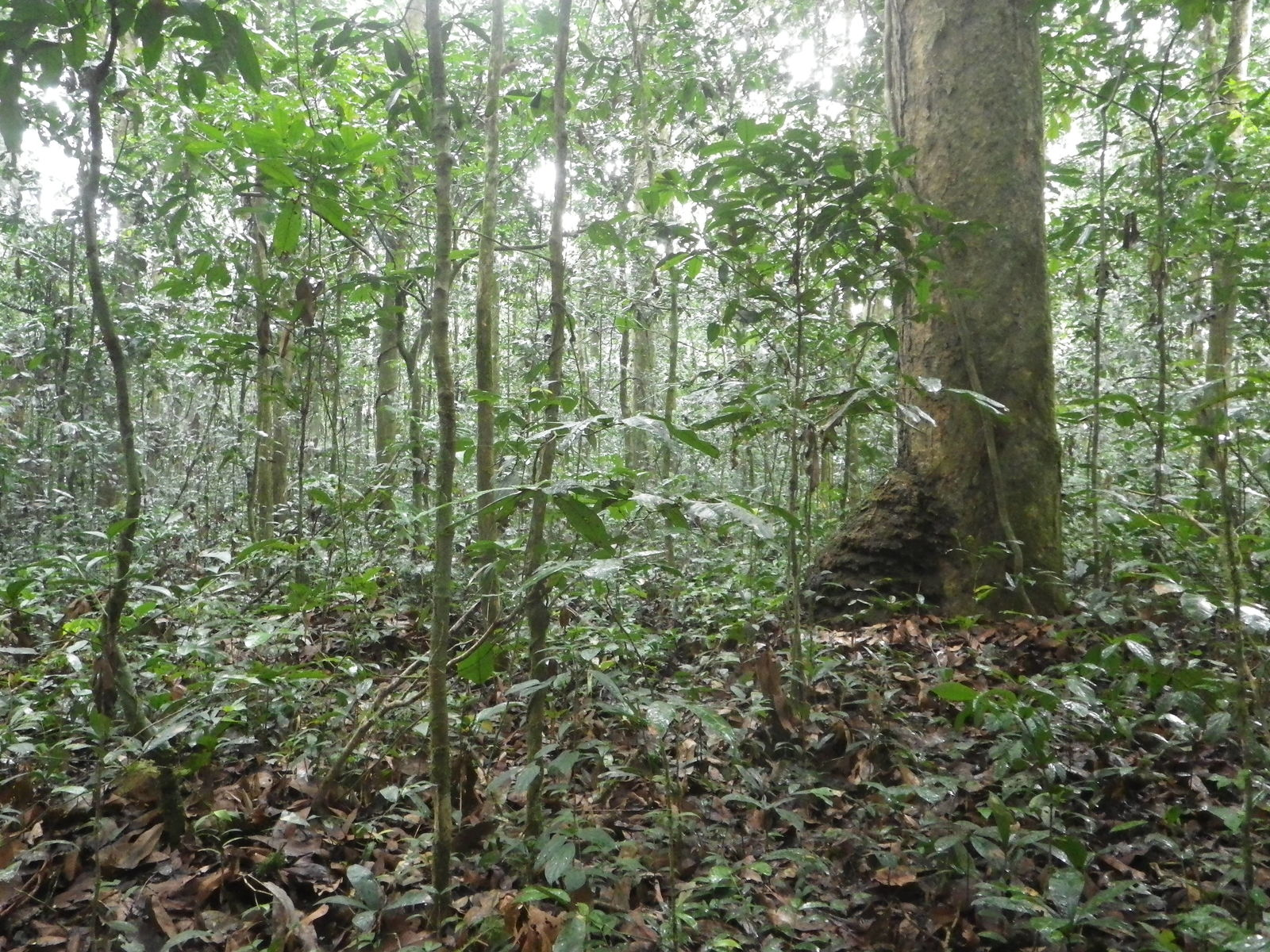
コンゴ民主共和国北東部イシロ近辺のギルベルティオデンドロン・デウェウレイ優占林。

この樹木はアフリカの湿潤林で群生、つまりほかの種類の高木が周りに存在しない（あるいは事実上存在しない）状態でまとまって生育する傾向が見られる。特にコンゴ盆地では優占樹種としてこの樹木のみからなる森林地帯も複数見られる。熱帯林は極めて多様な樹種から成るのが一般的であり、単一樹種の優占による森林の形成はまれで、同じ熱帯アフリカにおいて本種と同様に単一優占が見られる樹種は同じマメ科のムヒンビ（ウガンダのニョロ語: muhimbi; 学名: Cynometra alexandri）やエコップザンガナ（カメルーン名: ekop-zingana; 学名: Julbernardia seretii）といったごく僅かなものに限られ、ほかに例外として知られているのは東南アジアの熱帯雨林におけるフタバガキ科樹種の優占である。Bastin et al. (2015) では「巨大高木の積算値」(英: Cumulated number of largest trees) のグラフにおいてS字の曲線として表れるほどにコンゴ民主共和国北東部のイトゥリの森におけるこの樹種の単一優占性は顕著である。ギルベルティオデンドロン・デウェウレイはイトゥリをはじめとするコンゴ民主共和国の熱帯湿潤林において、炭素を蓄積する働きのある地上部バイオマスを形成する樹種の一つとなっている。カメルーンにおける本種の優先林では実生・中程度・巨木といった生長段階を問わずイボタケ科（Thelephoraceae）・ベニタケ科・ロウタケ科（Sebacinaceae）・イグチ科・カレエダタケ科（Clavulinaceae）の外生菌根菌が共通して見られる。長続きする単一優占の樹種というものは大半が外生菌根菌との共生関係を築き、菌が土壌有機物から直接栄養を獲得するのを助けることによって、競合し得る他の樹種（これらの大半はアーバスキュラー菌根菌と関係を結んでいる）が利用できる栄養分を減らし、単一優占を促進していると考えられる。こうした仮定に立ったその後の研究では中央アフリカ共和国やコンゴ共和国における調査の結果、窒素に対する土壌の炭素やリンに対する炭素の割合は本種の立木におけるものの方が混合林の立木におけるものよりも著しく高く（これは世界的な外生菌根性の森林の傾向とも一致する）、外生菌根菌による土壌有機物からの窒素やリンの直接獲得説を証明するための証拠となる、とする成果が発表された。
ギルベルティオデンドロン・デウェウレイは以下に挙げるアフリカに設定された複数のエコリージョンにおいて特徴的な樹種とされている。
| 番号 | エコリージョン名 | 地図 | 国                                                   | 備考 |
| ---- | ---------------- | ---- | ---------------------------------------------------- | --- |
| 12   | 北西コンゴ低地林 |      | カメルーン、中央アフリカ共和国、コンゴ共和国、ガボン | ほかに特徴的な樹種はアキュミナータ（Entandrophragma congoense; センダン科）、Pentaclethra eetveldeana（マメ科）、アサメラ（Pericopsis elata; マメ科）                 |
| 13   | 西部コンゴ沼沢林 |      | コンゴ共和国、コンゴ民主共和国、中央アフリカ共和国   | 堤防林における優占種 |
| 14   | 東部コンゴ沼沢林 |      | コンゴ民主共和国                                     | Daniellia pynaertii（マメ科）と共に堤防林に見られる |
| 15   | 中央コンゴ低地林 |      | コンゴ民主共和国                                     | 常緑林の優占種 |
| 16   | 北東コンゴ低地林 |      | コンゴ民主共和国、中央アフリカ共和国                 | - イトゥリの森はこのエコリージョン - このエコリージョンにはエコップザンガナやムヒンビも共に見られるが、地域によってはギルベルティオデンドロン・デウェウレイが優占する |

### 生育環境と季節
ナイジェリアでは川岸沿いの森や沼地の森に見られ、9月に実を結ぶ。
コンゴ民主共和国の狩猟採集民ムブティを研究してきた市川光雄によれば、落ちると地表を埋め尽くすほど大量の果実をつける。

## 形態的特徴
大高木であり径1メートル、幹は円筒形で板根はなく、その基部は肥厚小。樹冠は小さく濃緑色で、若芽は生長する際に葉は下垂し、鮮やかな赤色である。樹皮は茶色い薄片となって剥げ落ちる。枝は下垂する。
葉は羽状複葉であり、2対あるいは3対の大きな小葉や顕著な托葉が見られる。対生であり革質、楕円形で鋭先形、12-14対の側脈を持つ。
発達した花弁はワインレッドで縮れて直径2-5センチメートルとなる。雄蕊（）は長さ約2-5センチメートル、子房は密に有毛で、ピンの頭状の柱頭を持つ細い花柱が末端に見られる。
果実は最長25センチメートルで幅は7-5センチメートル、先端に対して幅が最も開き、非常に平坦で、短く茶色いビロード状である。各面上には畝が1つ表の縁近くに見られ、側面の畝は際立ち、縁まで数本が走っている。
種子は4個程度で大きく光沢を持ち薄皮で覆われ、最大で直径3センチメートルである。

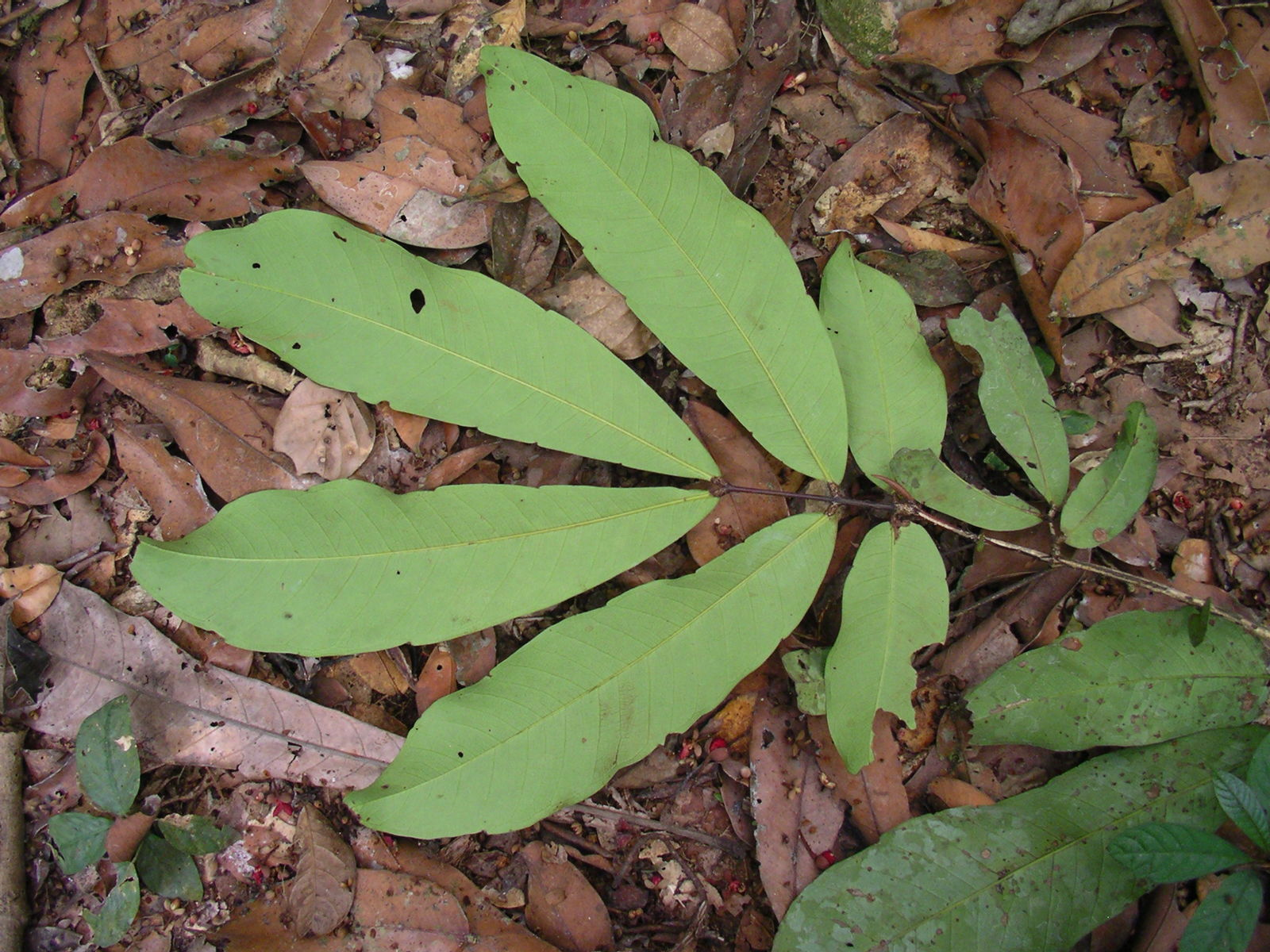
葉（コラップ国立公園にて）。
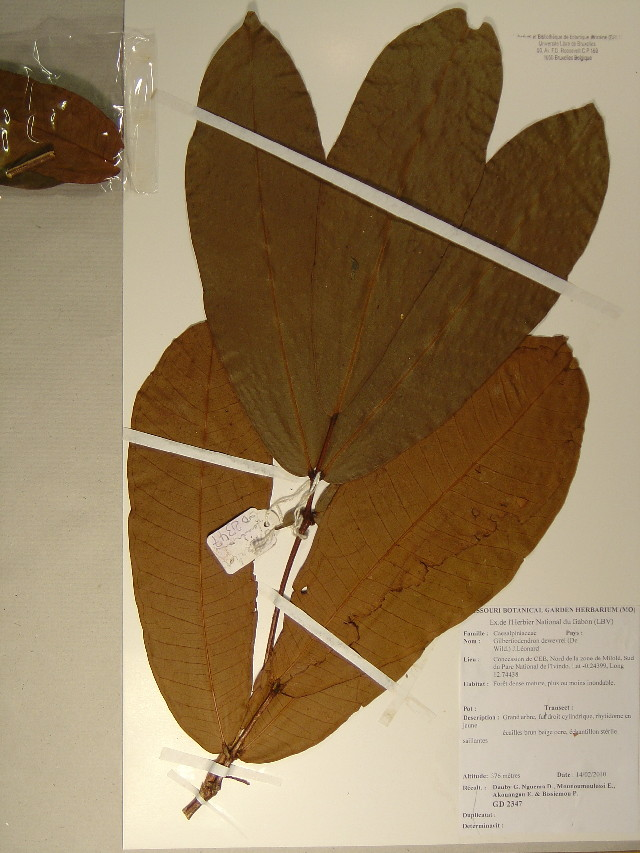
ガボンのイヴィンド国立公園（英語版）南部で採取された標本、Dauby 2347（ブリュッセル自由大学 (Université Libre de Bruxelles) 所蔵）
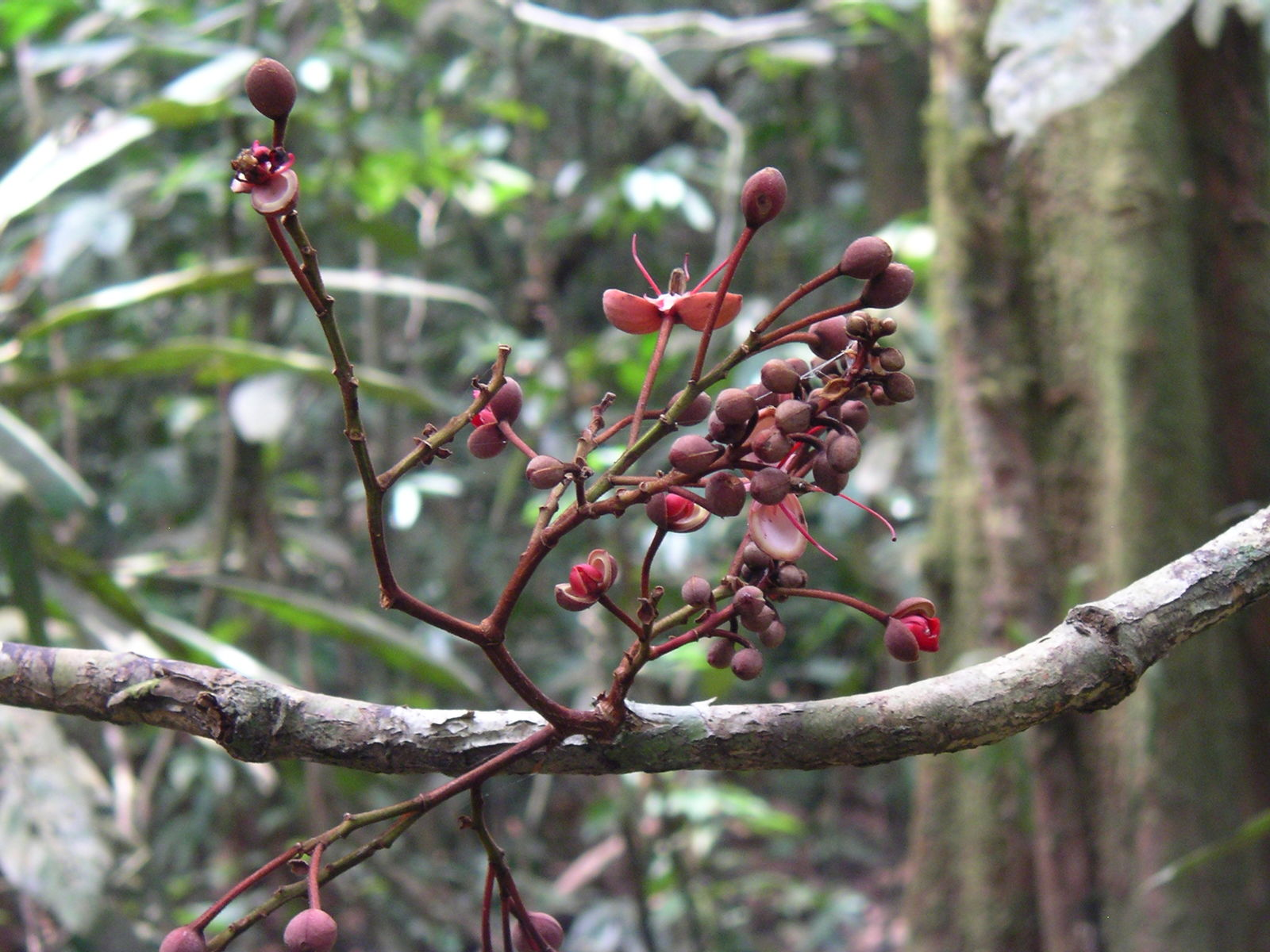
花のつく枝（コラップ国立公園にて）。
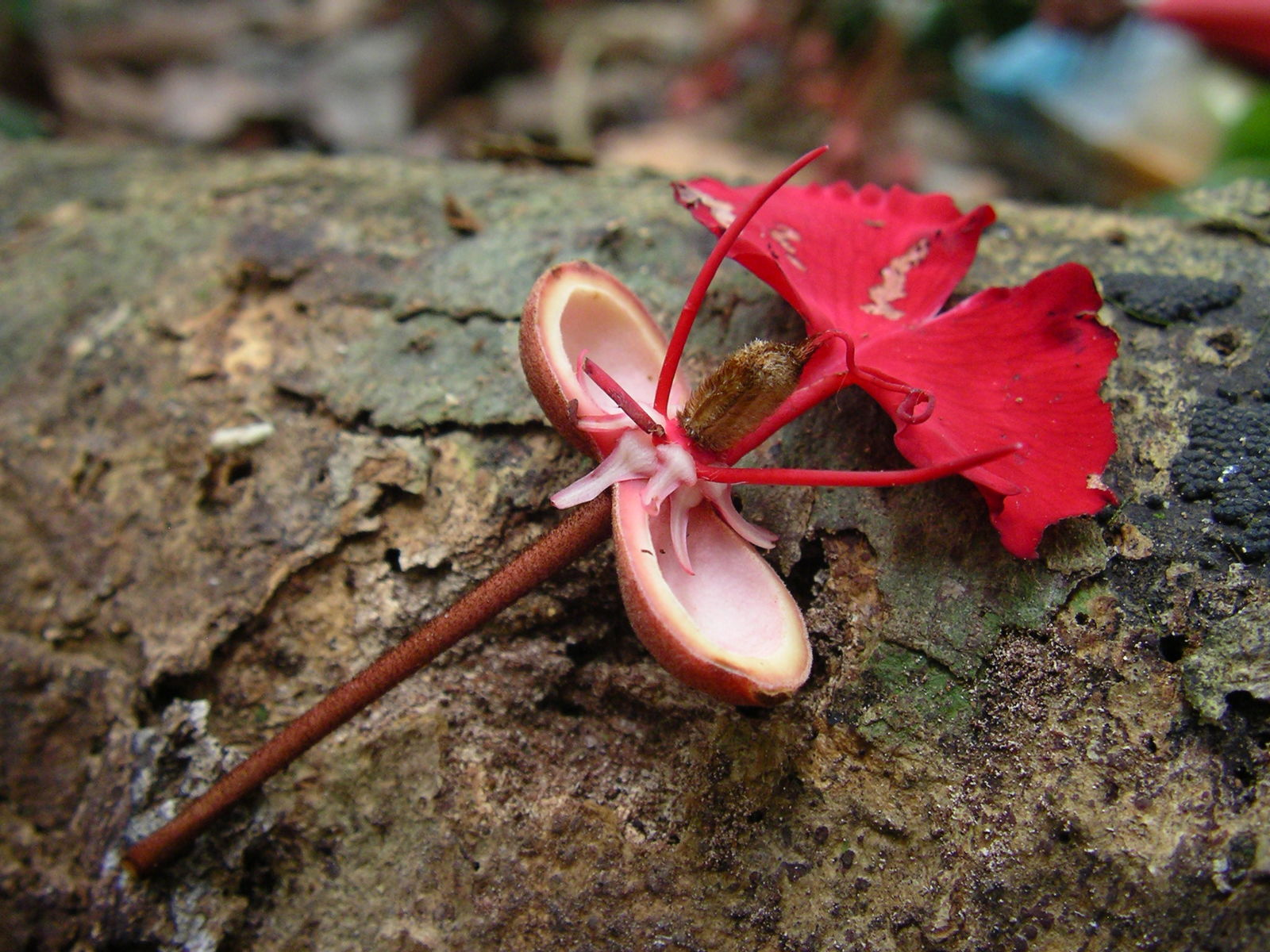
花（コラップ国立公園にて）
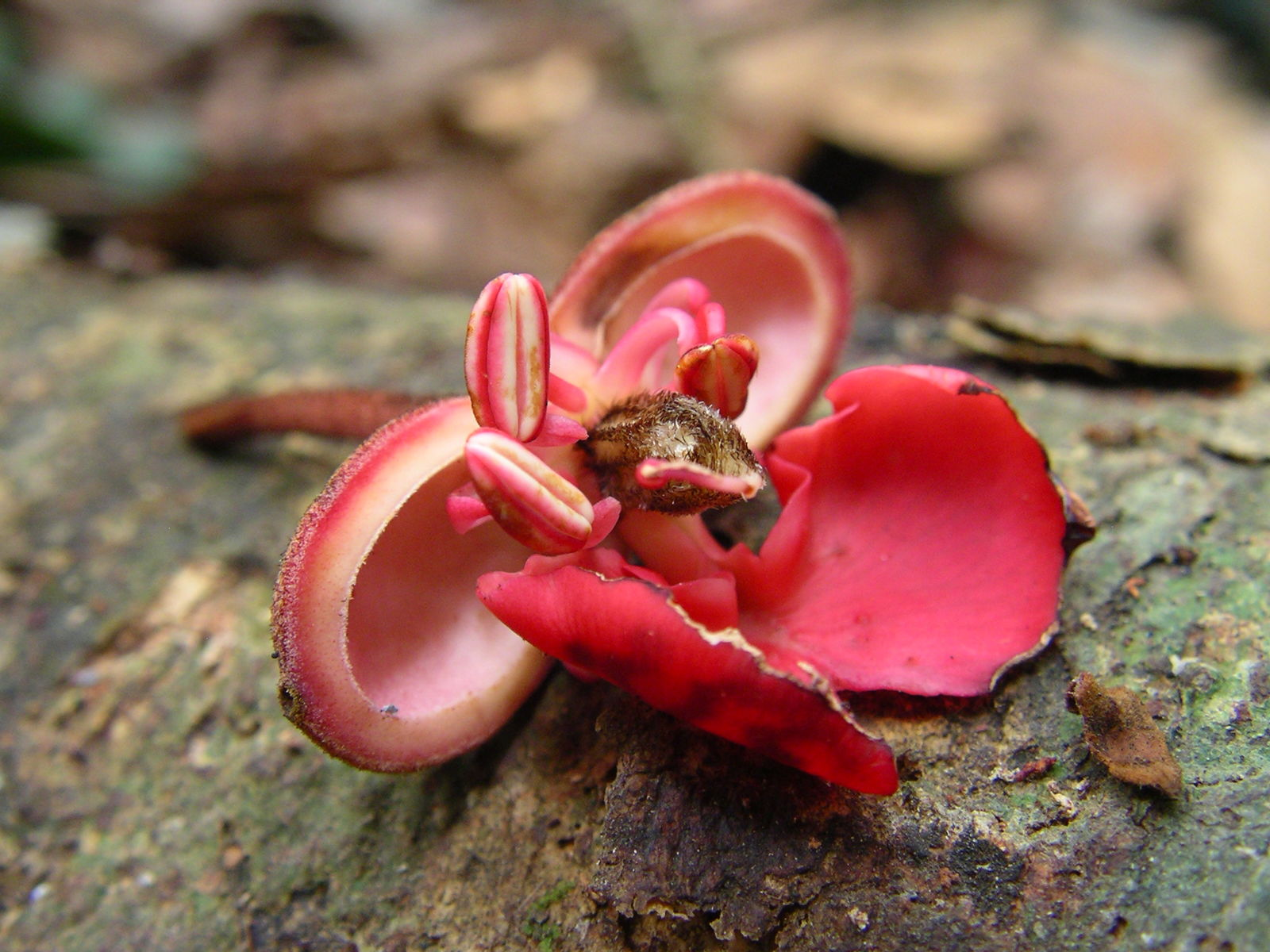
花（コラップ国立公園にて）。
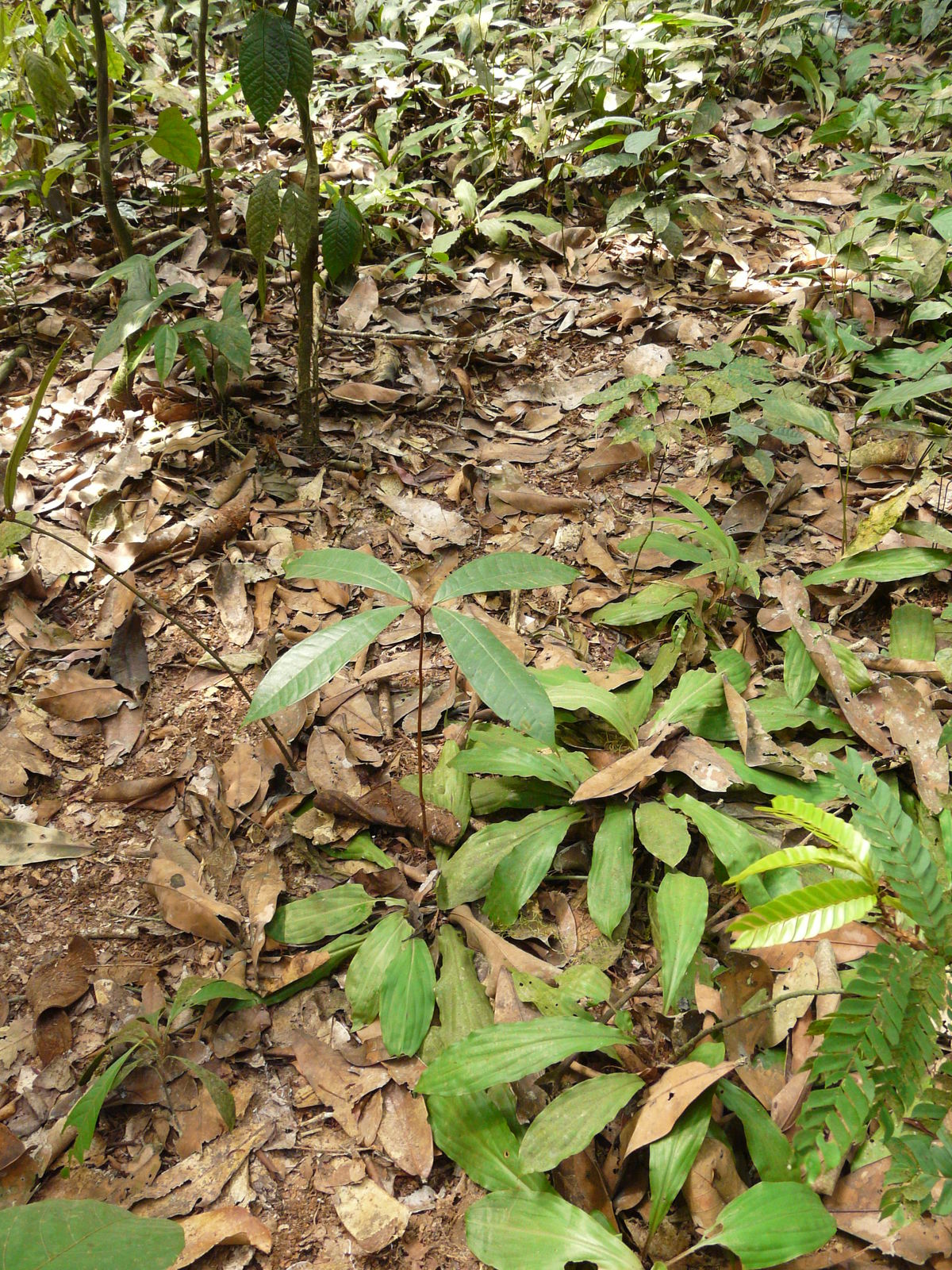
実生（コラップ国立公園にて）。

### 紛らわしい種
本種と分布域が被る同属の Gilbertiodendron mayombense (Pellegr.) J.Léonard は本種によく似ており、すぐに分かる唯一の差異は熟した際に無毛となる果実に2重の稜が見られる点のみである。

## 利用

### 木材
材は銅褐色であり重硬、気乾比重0.80で縞模様が見られることもあり大型建築・車両・外装に用いられる。西中央アフリカでは舟などの建造や家具・農具・玩具といった木工に用いられる。第二次世界大戦より前はコンゴ民主共和国（大戦が終結した1945年当時はベルギー領コンゴ）からベルギーへ一定程度輸出されていたがその後は頻度が減り、今日においては商業的な伐採はもはや重要ではなくなっている。

### 薬用
コンゴ共和国のサンガ地方においては樹皮の粉末が赤痢の際に服用されたり、傷の手当に用いられたりされている。

## 諸言語における呼称
一部言語名は『言語学大辞典』(三省堂) や『世界民族言語地図』(R.E.アシャー、クリストファー・モーズレイ 編、土田滋、福井勝義 日本語版監修、福井正子 訳、東洋書林、2000年) を参照。
- フランス語: limbali[26]

ナイジェリア:
- イジョ語: otabo[23]
- エド語: ekpagoi eze[23]
- ヨルバ語: agbabu[23]

カメルーン:
- エウォンド語: ekobem[25]

サンガ川流域（カメルーン・コンゴ共和国・中央アフリカ共和国3ヶ国の国境地帯）
- アカ語（Aka）・バカ語（Baka）・バンゴンベ（Bangombé）のことば:〔本種の単一優占による森林〕bemba[28]

ガボン:
- ケレ諸語[注 4]: imbebe[29]
- ファン語: abem[29]

コンゴ共和国:
- ボンギリ語（Bongili）: demba[27]
- Sanga: laapa[27]

コンゴ民主共和国:
- クス語（Kusu; 別名: Kikusu）: wieti[30]
- コンゴ語: kilutia, mukolo-yakala[30]
- ザンデ語: ligudu, abimba[30]
- スワヒリ語: limbali, limbolu, bombali, imbali[30]
- ソンゴーラ語（Songoora; 別名: Songola）:〔クコ支族方言〕mùlù̦lì̦;〔本種が優占する森林〕kìbámbà (複数形は bì̦bámbà)[31]
- テテラ語: wete[30]
- ナンデ語: mbahu, mbau[30]
- ニャンガ語（Nyanga; 別名: Kinianga）: mukombi[30]
- バリ語（Bali）: mbao[30]
- バンガラ語（Bangala）: egodo, balu[30]
- バングバング語（Bangubangu）: gagaja[30]
- マヨゴ語（Mayogo）: kombulu[30]
- マンベトゥ語（Mangbetu）: mbaru, nabu[30]
- モンゴ語: boemba, bolafa[30]
- リンガラ語: bolapa; linobali, mbalu[30]
- ルバ語: munkumbi[30]
- レガ語（Lega; 別名: Kirega）: mumbalu, yagasa[30]
- レンゴラ語（Lengola; 別名: Kilengola）: bumbau[30]
- ロンボ語（Lombo; 別名: Turumbu）: mbolu[30]
- ングバンディ語（Ngbandi）: boga[30]
- Bwa語（話者名: Ababua）: bombali[30]
- Kango語:〔Uélé方言〕limboso[30]
- Kisongola[注 5]: mulula[30]
- アルウィミ地方（Aruwimi）・キサンガニ（旧名: スタンリーヴィル）・マニエマ州: bombari, bonenge, kadimbadimba, mooti[30]
- カサイ州およびサンクル州: bomongo[30]
- 赤道州: lomana[30]
- タンガニーカ州: taulon[30]
- ルコレラ[注 6]: olapa[30]
- ロマミ州: dingungulu[30]
- Nongo: bokele[30]

## ギルベルチオデンドロン属
ギルベルチオデンドロン属あるいはジルベルテオデンドロン属（Gilbertiodendron）はジャン・レオナールが1952年当時に、それまで別属のものとして知られていた種を組み替えるために新設した属である。模式種として指定されたのはアンリ・エルネスト・バイヨンにより1865年にVouapa属として記載されていた Gilbertiodendron demonstrans (Baill.) J.Léonard であり、他にも Macolobium dewevrei を含む5種がこのギルベルチオデンドロン属に組み替えられた。その後もレオナールによる他属からの組み替えによる本属への種の追加が行われたが、2012年・2014年・2015年には Xander van der Burgt（オランダ人）やヤン・ヨハネス・ウィーリンガ（Jan Johannes Wieringa; オランダ人）、マヌエル・デ・ラ・エストレリャらによる記載で10を超える新種が追加され、2021年時点でキュー王立植物園系データベース Plants of the World Online では38種がこの属のものとされている。
この属で Gilbertiodendron dewevrei 以外に有用樹となるものには
- カメルーンからガボンにかけて分布する Gilbertiodendron brachystegioides (Harms) J.Léonard
- カメルーン西部からコンゴ共和国西部にかけて分布する Gilbertiodendron ogoouense (Pellegr.) J.Léonard
- 熱帯アフリカ西部および西中央部産のバア（コートジボワール名: vâa[35]; 学名: Gilbertiodendron preussii (Harms) J.Léonard）

があり、これらも G. dewevrei と混同されて「リンバリ」の名で呼ばれることがある。